# 浅茅しのぶ
浅茅 しのぶ（あさじ しのぶ、1925年11月14日 - ）は、日本の女優。本名：木全鈴子。大阪府大阪市出身。志母沢事務所に所属していた。

## 来歴
宝塚歌劇団出身（28期生。在団1938年 - 1954年）。同期に1963年から1976年まで月組組長を務めた美山しぐれがいる。宝塚入団時の成績は29人中16位。
宝塚歌劇団在団中の1953年6月13日、ベルリン国際映画祭に出席の為に山口淑子・川喜多長政・稲垣浩監督・五所平之助監督とともに西ドイツへ出発。約1ヶ月半後の同年7月29日に稲垣監督と共に帰国。当時はまだ海外渡航自由化の遥か前で、大変貴重なヨーロッパ訪問となった。日本出発時の飛行機のタラップ（屋根なし）での写真が現存する。
1954年1月31日に宝塚を退団。最終出演公演の演目は星組公演『薔薇の大地』である。
宝塚退団後は、映画・舞台・テレビドラマに出演した。
特技は日本舞踊。

## 出演作品

### 映画
- 海賊船（1951年）
- 戦国無頼（1952年）
- 狂妻時代（1952年）
- 千姫（1953年）
- 悲剣乙女桜（1953年）
- トンチンカン 怪盗火の玉小僧（1953年）
- 旅はそよ風（1953年）
- トンチンカン八犬伝（1953年）
- この恋五千万円（1954年）
- 別離（1954年）
- 陽は沈まず（1954年）
- 素浪人日和（1954年）
- おとこ大学 新婚教育の巻（1954年）
- えくぼ人生（1954年）
- 地獄への復讐（1954年）
- 銀座令嬢（1955年）
- 酔いどれ囃子（1955年）
- 次男坊判官（1955年）
- 風雲日月双紙（1955年）
- お役者小僧 江戸千両幟（1955年）
- 愛情会議（1955年）
- 顔のない男（1955年）
- 白い橋（1956年）
- 忘れえぬ慕情（1956年） - 共演はドイツの俳優ゲルト・フレーベ
- 四人の誓い（1956年）
- 阪妻追善記念映画 京洛五人男 （1956年）
- たぬき（1956年）
- スタジオ超特急（1956年）
- 女優誕生（1956年）
- 花ふたたび（1956年）
- 酔いどれ牡丹 前篇・地獄の使者（1956年）
- 酔いどれ牡丹 後篇・深夜の美女（1956年）
- 踊る摩天楼（1956年）
- 家庭教師と女生徒（1957年）
- 母と子の窓（1957年）
- 夢に罪あり（1957年）
- 黒い花粉（1958年）
- 女ざむらい只今参上（1958年）
- バラ少女（1959年）
- 伴淳・アチャコのおやじ教育（1959年）
- 伊豆の踊子（1960年）
- スパイ・ゾルゲ/真珠湾前夜（1961年）　-　共演はドイツの俳優マリオ・アドルフ
- 秋刀魚の味（1962年）
- 色ごと師春団治（1965年）
- 八つ墓村（1977年）
- 新・人間失格（1978年）

### テレビドラマ
- バス通り裏（1958年、NHK）
- 松本清張シリーズ・黒い断層 第32－34回「危険な斜面」（1961年、TBS）
- 松本清張シリーズ・黒の組曲 第26話「濁った陽」（1962年、NHK）
- 無法松の一生（1962年、CX）
- NHK連続テレビ小説 / あしたの風（1962年、NHK）
- 人形佐七捕物帳 第44話「雪の夜噺」（1966年、NHK）
- 新選組血風録 第8話「長州の間者」（1965年、NET）
- 銭形平次　第18話「玉の輿の呪い」（1966年、CX）
- 特別機動捜査隊 (NET)
  - 第280話「新しき門出」（1967年）
  - 第523話「噂の町の中で」（1971年） - 相川綾子
  - 第637話「愛の迷路」(1974年) - 石岡信代
- 大奥 第45話「第三の正室」・第46話「疑惑の局」（1968年、KTV）
- 昔三九郎　第7話「イカサマと影法師」（1968年、NTV）
- 雪之丞変化（1970年、CX）
- おひかえあそばせ（1971年、NTV）7話-見合い相手
- 半七捕物帳（1971年、NET）
- 飛び出せ!青春 第35話「私はダメな女!?」（1972年、NTV）
- 青春をつっ走れ（1972年、CX）
- ウルトラマンA　第35話「ゾフィからの贈り物」（1972年、TBS） - 浅倉雪夫の母親
- 新選組 第1話「芹沢鴨死す 豪雨止まず」（1973年、CX） - ぶん
- 必殺仕置人 第25話「能なしカラス爪をトグ」（1973年、ABC） - 松坂吉乃
- 荒野の素浪人 第57話「鳴動 竜神沼の奔流」（1973年、ANB）
- 伝七捕物帳（NTV）
  - 第14話「誓いの舞扇」（1974年） - お波
  - 第68話「十手にかけた男の意気地」（1975年） - およし
- 寺内貫太郎一家　第26話 - 第39話（1974年、TBS） - 寺内ふみ子
- 達磨大助事件帳 第1話「唄祭り姉妹しぐれ」（1977年、ANB） - おとく
- 江戸を斬るIII 第9話「暗闇の追跡」（1977年、TBS）
- 新ハングマン 第10話「新人女優に泥をぬる芸能学院女帝」（1983年、ABC） - 宮田さゆりの叔母

### 舞台
- マノン・レスコオ
- 東京・ニューヨーク
- ロミオとジュリエット - ジュリエット 役（宝塚歌劇団星組公演）（1950年2月1日 - 2月27日、宝塚大劇場）
- モンテカルロの結婚（宝塚歌劇団星組公演）（1950年6月1日 - 6月29日、宝塚大劇場）
- 恋は御法度／ヤマ・ローサ（宝塚歌劇団星組公演）（1950年10月1日 - 10月30日、宝塚大劇場）
- 虞美人 - 呂妃 役（宝塚歌劇団月組公演）（1951年9月1日 - 9月30日、宝塚大劇場）
- 薔薇の大地（宝塚歌劇団星組公演）（1953年10月1日 - 10月30日、宝塚大劇場）
- 源氏物語